# Selago comosa
Selago comosa är en flenörtsväxtart som beskrevs av Ernst Meyer. Selago comosa ingår i släktet Selago och familjen flenörtsväxter. Inga underarter finns listade i Catalogue of Life.